# Sophie Desmarets
Pour les articles homonymes, voir Desmarets.
Ne doit pas être confondu avec Sophie Desmarais.
Sophie Desmarets, née le 7 avril 1922 à Paris et morte le 13 février 2012 dans la même ville, est une actrice française.

## Biographie
De son vrai nom Jacqueline Yvonne Eva Desmarets, elle est la fille de Robert Desmarets, directeur du Vél d'Hiv et créateur de l'épreuve cycliste Les Six Jours de Paris.
Elle a seize ans en 1938 lorsque Louis Jouvet, venu visiter la villa de Saint-Cloud mise en vente par ses parents, lui dit : « Vous, vous avez un physique de théâtre. Si un jour vous voulez jouer, venez me voir. » Quelques mois plus tard, elle intègre sa classe du Conservatoire en auditrice libre. Elle suit également très vite les cours du théâtre de l'Athénée (professeurs : Louis Jouvet, Jean Meyer, Alfred Adam), puis, après le départ de Jouvet en Amérique latine, elle est auditrice dans la classe de Madame Dussane, dont elle devient officiellement l'élève après avoir été reçue au concours d'entrée du Conservatoire en octobre 1941. Elle est inscrite parallèlement au Cours Simon.
En juin 1944, elle remporte un Premier prix de comédie moderne au concours de sortie du Conservatoire. À une vieille actrice qui lui reprochait d'avoir décroché un premier prix sous Pétain, elle répond : « Ça vaut mieux que de l'avoir eu sous Fallières ! » Elle devient une vedette du théâtre de boulevard dès 1945, en créant la pièce d'Armand Salacrou Le Soldat et la sorcière, « divertissement historique qui racontait les amours tumultueuses du maréchal de Saxe avec la comédienne Justine Favart ». Elle incarne également des personnages d'André Roussin, Marcel Mithois, et surtout de ses amis Pierre Barillet et Jean-Pierre Grédy.

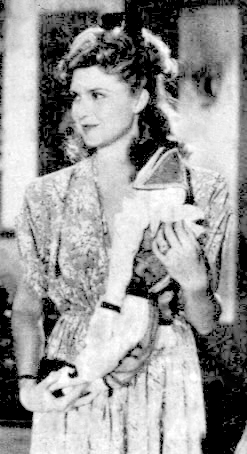
L'actrice en 1946, sur le plateau du film 120, rue de la Gare.

Au cinéma, elle obtient son premier rôle dans Premier Rendez-vous, d'Henri Decoin. Sa filmographie compte essentiellement des films des années 1950 et 1960, comédies où l'on retrouve Jean Poiret, Michel Serrault ou Francis Blanche. Dans sa dernière apparition au cinéma, en 1996 dans Fallait pas !…, de Gérard Jugnot, elle incarne la mère de Constance, qu'interprète Michèle Laroque.
Sa popularité doit également beaucoup à sa participation, dans les années 1960 et 1970, aux émissions de Maritie et Gilbert Carpentier (Les Grands Enfants, Top à, Numéro 1), et aux Grosses Têtes de Philippe Bouvard sur RTL. À partir de 1981 des problèmes d'audition la contraignent à réduire ses activités professionnelles.

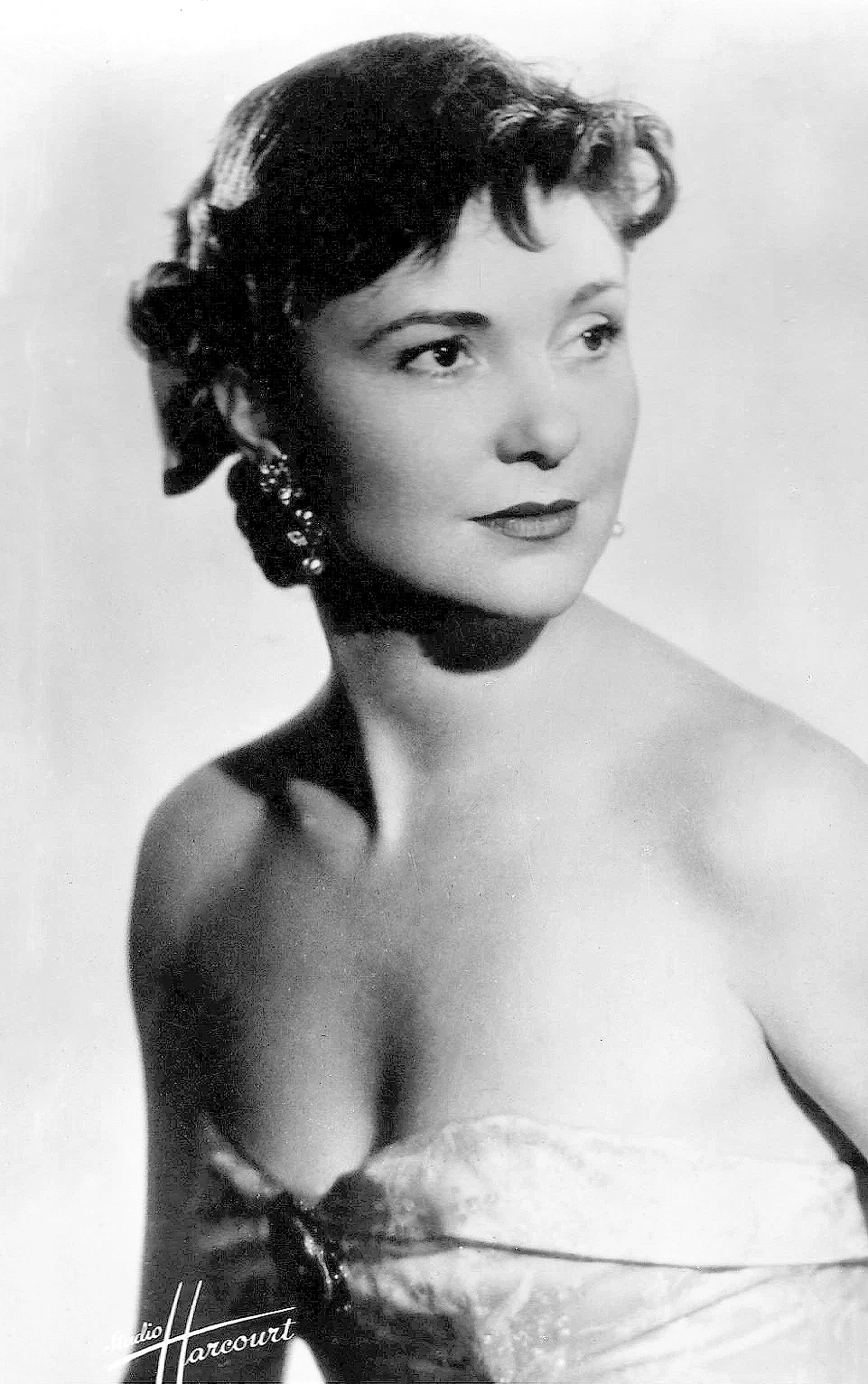
Sophie Desmarets en 1954 (Studio Harcourt).

En 1942, elle épouse René Froissant, avec lequel elle a une fille, Catherine (née en 1946). Elle divorce en 1949 pour épouser l'année suivante Jean de Baroncelli, écrivain, collaborateur du journal antisémite Je suis partout  puis critique cinématographique au Monde et fils du cinéaste Jacques de Baroncelli. Elle a avec lui sa seconde fille, Caroline (née en 1951). Par ce mariage, elle est marquise de Baroncelli-Javon.

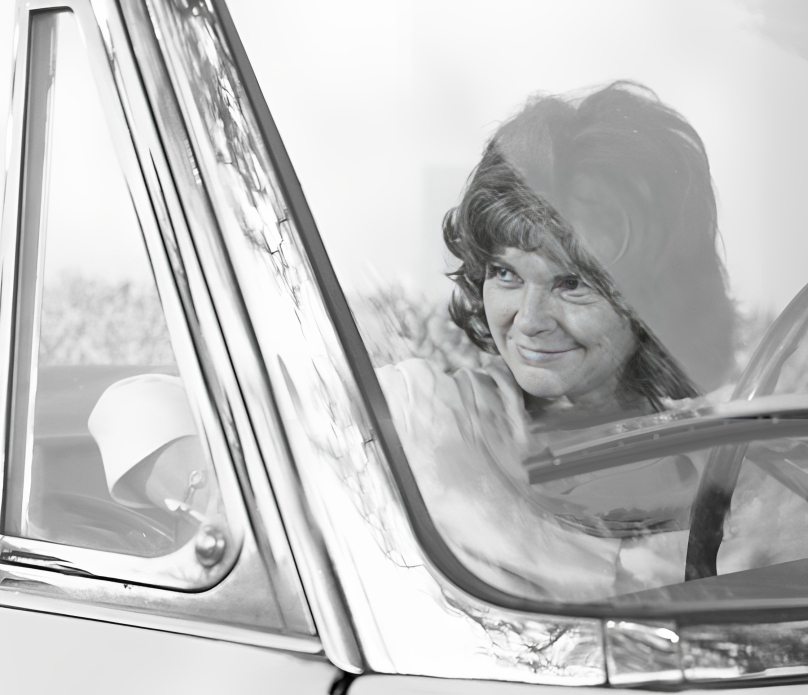
L'actrice en 1963, sur un tournage en Italie.

Dans les années 1970, parallèlement à sa carrière d'actrice, elle a tenu une boutique de brocante Passage Choiseul à Paris.
Les cendres de Sophie Desmarets sont inhumées dans le caveau de famille au cimetière du Montparnasse (division 15) à Paris.
Elle est évoquée dans le 207e des 480 souvenirs cités par Georges Perec dans son texte Je me souviens.

## Citation
« Je ne suis pas du tout la bonne fille que l'on croit. Ni patiente ni indulgente, plutôt teigneuse. »

— Sophie Desmarets, Les Mémoires de Sophie (autobiographie), 2002

## Hommages
Le 11 décembre 2014, le conseil municipal de Bressuire décide de rebaptiser la place de la Gare de Noirterre (commune associée à Bressuire) place Sophie Desmarets. La comédienne s'était réfugiée à Noirterre pendant la guerre 1939-1945, et s'y était mariée en 1942.

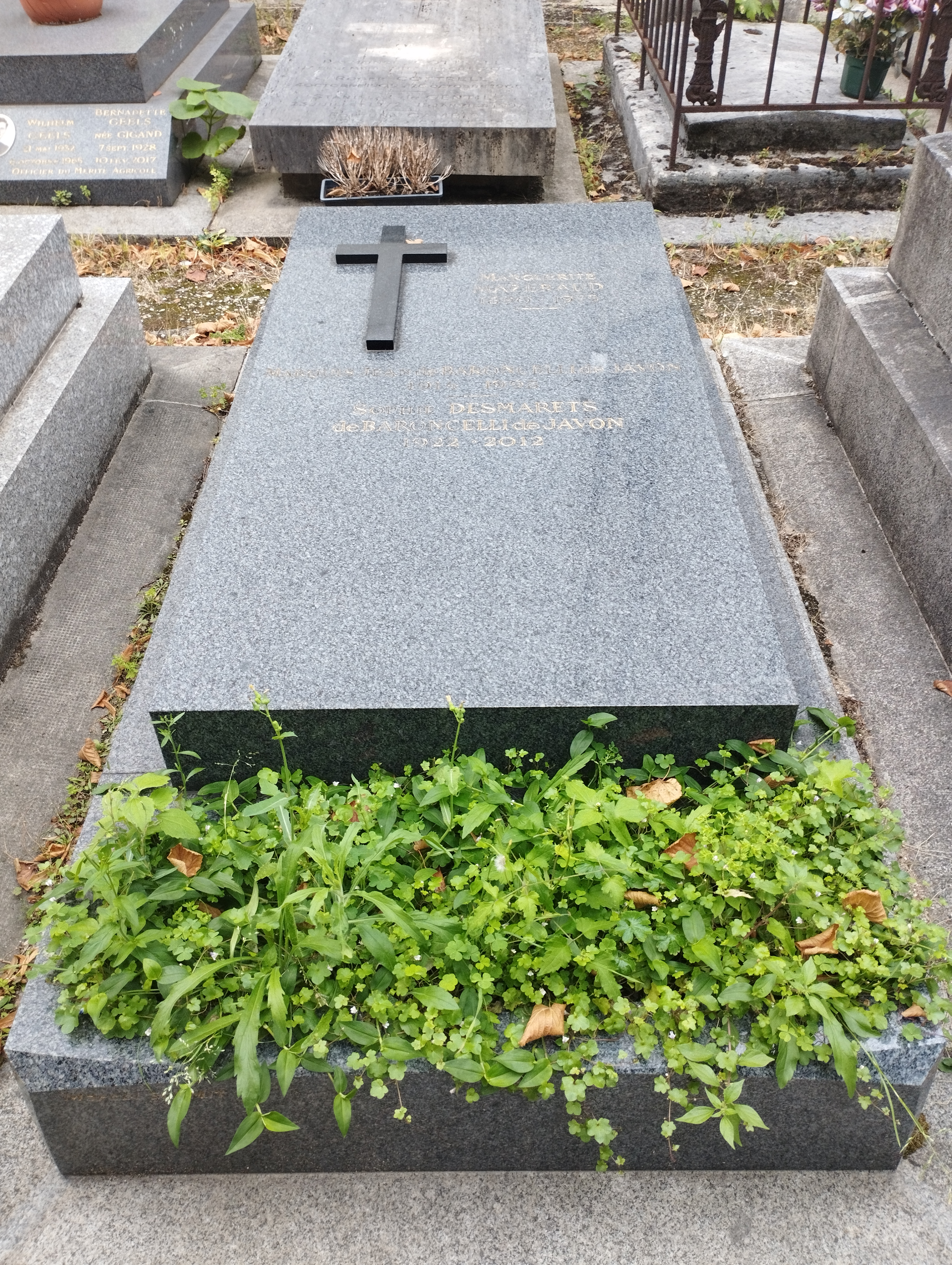
Sépulture de Sophie Desmarets au cimetière du Montparnasse (division 15).

## Filmographie

### Cinéma
- 1940 : Battement de cœur d'Henri Decoin
- 1941 : Premier Rendez-vous d'Henri Decoin : Henriette Lefranc
- 1941 : Des jeunes filles dans la nuit de René Le Hénaff : Louise
- 1942 : L'Homme qui joue avec le feu de Jean de Limur : Gabrielle
- 1942 : Étoiles de demain de René Guy-Grand - court métrage, documentaire - Elle-même
- 1943 : Premier Prix du conservatoire de René Guy-Grand - court métrage, documentaire (29 min) - Elle-même
- 1945 : Seul dans la nuit de Christian Stengel : Thérèse
- 1946 : 120, rue de la Gare de Jacques Daniel-Norman : Hélène Chatelain
- 1946 : Le Capitan de Robert Vernay : Marion Delorme - Film projeté en deux époques -
- 1947 : Tierce à cœur de Jacques de Casembroot : Gaby
- 1947 : Croisière pour l'inconnu de Pierre Montazel : Marianne Fabre
- 1948 : Vire-vent de Jean Faurez : Claire Donnadieu
- 1948 : La Veuve et l'Innocent d'André Cerf : Nicole
- 1948 : Les souvenirs ne sont pas à vendre de Robert Hennion : Brigitte
- 1948 : Rocambole de Jacques de Baroncelli (1re époque) : La comtesse Artoff, dite « Baccarat »
- 1948 : La Revanche de Baccarat de Jacques de Baroncelli (2e époque) : La comtesse Artoff, dite « Baccarat »
- 1948 : Rapide de nuit de Marcel Blistène : Simone
- 1948 : Femme sans passé de Gilles Grangier : Carline
- 1948 : Arc de Triomphe (The Arch of Triumph) de Lewis Milestone
- 1949 : Le Roi de Marc-Gilbert Sauvajon : Mme Beaudrier
- 1950 : Mon ami Sainfoin de Marc-Gilbert Sauvajon : Eugénie
- 1950 : Ma pomme de Marc-Gilbert Sauvajon : Carline Peuchat
- 1951 : Demain nous divorçons de Louis Cuny : Colette Blanchet
- 1951 : Rome-Paris-Rome (Signori, in carrozza !) de Luigi Zampa : Ginette
- 1951 : Ma femme est formidable d'André Hunebelle : Sylvia Corbier
- 1952 : Mon mari est merveilleux d'André Hunebelle : Sylvia Corbier
- 1952 : Femmes de Paris de Jean Boyer : Elle-même
- 1954 : Scènes de ménage d'André Berthomieu : Aglaé
- 1954 : Escalier de service de Carlo Rim : Mme Dumény dans le sketch : « Les Dumény »
- 1955 : Treize à table d'André Hunebelle
- 1955 : Si Paris nous était conté de Sacha Guitry : Rose Bertin
- 1955 : Le Secret de sœur Angèle de Léo Joannon : Sœur Angèle
- 1955 : Les Cinq Dernières Minutes (Gli Ultimi cinque minuti) de Giuseppe Amato : La duchesse Isabella Camporese
- 1955 : Le Fils de Caroline chérie de Jean Devaivre : La duchesse Laure d'Albuquerque
- 1955 : Ces sacrées vacances de Robert Vernay : Claudine Pinson
- 1957 : Miss Catastrophe de Dimitri Kirsanoff : Elvire Mercier
- 1956 : Une fille épatante de Raoul André : Dominique Laugier
- 1956 : Ce soir, les jupons volent - Princesses de Paris de Dimitri Kirsanoff : Marlène
- 1957 : Les Trois font la paire de Sacha Guitry : Titine, une « respectueuse »
- 1957 : Fumée blonde de Robert Vernay : Sophie Mallet
- 1957 : Filous et compagnie de Tony Saytor : Marianne
- 1958 : La Vie à deux de Clément Duhour : Marguerite Caboufigue, l'épouse d'un « blanc » qui accouche d'un bébé « noir »
- 1958 : Madame et son auto de Robert Vernay : Sophie Dirondel
- 1958 : Drôles de phénomènes de Robert Vernay : Aline Chantour
- 1959 : Nina de Jean Boyer : Nina Tessier
- 1960 : La Française et l'Amour, dans le sketch : « L'Adolescence » de Jean Delannoy : Lucienne, la mère de Bichette
- 1960 : Petites Femmes et Haute Finance (Anonima cocottes) de Camillo Mastrocinque : Madame Pfiffer
- 1961 : Défense d'y toucher de Stefano Steno : Armanzia
- 1961 : La Famille Fenouillard d'Yves Robert : Léocadie Fenouillard
- 1963 : Les Motorisées : La Femme à la Jaguar (Film à sketches) de Marino Girolami : L'automobiliste
- 1963 : La Foire aux cancres de Louis Daquin : Mme Sigoules
- 1963 : Dragées au poivre de Jacques Baratier : La pianiste
- 1964 : La Chance et l'Amour de Claude Berri : Léa Anders, dans le sketch : « Lucky la chance »
- 1965 : Le salon de l'Europe / Madame de Staêl de Jacques de Casembroot - court métrage, documentaire (13 min) - Elle est la récitante
- 1965 : La Tête du client de Jacques Poitrenaud : Françoise Berrien
- 1965 : Cent Briques et des tuiles de Pierre Grimblat
- 1967 : Toutes folles de lui de Norbert Carbonnaux : Hélène Maccard
- 1967 : Le Désordre à vingt ans de Jacques Baratier - documentaire - Elle-même
- 1970 : Le Mur de l'Atlantique de Marcel Camus : Maria Duchemin
- 1973 : La Raison du plus fou de François Reichenbach : La péripatéticienne
- 1976 : Le Maestro de Claude Vital d'après Robert de Flers : Germaine Bourgeon
- 1978 : Un second souffle de Gérard Blain : Louise Davis
- 1992 : Les Mamies d'Annick Lanoë : Simone
- 1992 : Pourquoi maman est dans mon lit ? de Patrick Malakian
- 1995 : Fantôme avec chauffeur de Gérard Oury : Delphine
- 1996 : Fallait pas !… de Gérard Jugnot : La mère de Constance

### Télévision
- 1960 : Boubouroche de Stellio Lorenzi, avec Michel Simon, Henri Vilbert.
- 1963 : Teuf-teuf de Georges Folgoas d'après la pièce de Tristan Bernard
- 1963 : La Grande Farandole émission de Maritie et Gilbert Carpentier.
- 1963 : Madame Sans-Gêne réalisation de Claude Barma, avec Raymond Pellegrin, Renaud-Mary.
- 1965 : 29 degrés à l'ombre d'Eugène Labiche, réalisation Jean-Pierre Marchand
- 1965 : La pomme de son œil de François Villiers avec Jean-Pierre Aumont, Jean-Marc Thibault, Élisabeth Wiener.
- 1967 : Hélène ou la Joie de vivre de John Erskine, réalisation Claude Barma, avec Pierre Dux, Marie-José Nat, Jacques Dufilho, Robert Benoit.
- 1967-1970 : Les Grands Enfants émissions de Maritie et Gilbert Carpentier.
- 1972 : Au théâtre ce soir : La Main passe de Georges Feydeau, mise en scène Pierre Mondy, réalisation Pierre Sabbagh, Théâtre Marigny
- 1975 : Le Théâtre de Tristan Bernard : L'Anglais tel qu'on le parle, Le Prétendant, Le Captif de Dominique Nohain, d'après Tristan Bernard, réalisation de Georges Folgoas, avec Grégoire Aslan, Christian Marin, André Valmy, Blanchette Brunoy, Yvonne Clech, Paul Préboist, Jacqueline Maillan.
- 1975 : L'Arc de triomphe de Marcel Mithois, d'après Franca Valeri, mise en scène de Jacques Charon, réalisation de Jacques Samyn, avec Louis Velle, Jacqueline Jehanneuf, Jacqueline Doyen, Lucienne Hamon, Annie Savarin.
- 1977 : Numéro 1 Sophie Desmarets, émission de Maritie et Gilbert Carpentier.
- 1979 : Paris-Vichy d'Anne Revel avec Jean-Pierre Aumont, Danielle Volle, Christian de Sica, Philippe Mareuil, Henri Crémieux, (Téléfilm).
- 1980 : Au théâtre ce soir : Peau de vache de Pierre Barillet et Jean-Pierre Gredy, mise en scène Jacques Charon, réalisation Pierre Sabbagh, Théâtre Marigny
- 1982 : Toutes griffes dehors de Michel Boisrond avec Jacques François, Serge Avédikian, Blanchette Brunoy, Gérard Hernandez, Pierre Tornade, Marco Perrin, Jean-Roger Milo, Patricia Elig, Marie-Noëlle Eusèbe, Charlotte Maury, Christian Marin, Sylvie Granotier, Isabelle Mergault, Catherine Jacob, (série 6x52 minutes).
- 1983 : Paris à nous deux de Maritie Carpentier, Eddy Marnay et Raymond Bernard, avec Michel Roux, Mireille Mathieu, réalisation André Flédérick
- 1984 : Le Préféré de Pierre Barillet et Jean-Pierre Gredy, mise en scène de Jean Piat, réalisation d'André Flédérick, avec Jean Piat, Cyrielle Clair, Philippine Pascal, (Emmenez-moi au théâtre).
- 1986 : Dix petites bougies noires de Catherine Spiero, avec Jacques Morel, André Falcon, Marcel Maréchal, Jean Topart, Maurice Chevit, Corinne Lahaye, Christian Pereira, Joseph Poli, Michel Such, (Julien Fontanes, magistrat no 22)
- 1990 : Héritage oblige de Maurice Frydland et Daniel Losset, avec Florence Giorgetti, Lucky Blondo, Nathalie Nell, Robert Rimbaud, Sylvie Ferro, Philippe Laudenbach, Anny Romand, Bernard Haller, Bernard Musson, (mini-série 3x52 minutes).
- 1992 : Maguy participation à l'épisode 316, Legs à deux têtes, dans le rôle de Barbara Gloude.
- 1995 : Les Chiens ne font pas des chats d'Ariel Zeitoun, avec Christian Charmetant, Natacha Amal, Claire Maurier, Valérie Leboutte, Gérard Séty, Sylvie Loeillet, Maurice Chevit, Pascal Elbé, Claude Sérillon, Marie-Charlotte Dutot, Agathe Teyssier (Téléfilm)

## Théâtre
- 1941 : Le Chant du berceau, Théâtre Montansier
- 1942 : Léonor de Silva d'après Calderon, Théâtre de l'Avenue
- 1942 : Monsieur de Falindor de Georges Manoir et Armand Verhylle, Théâtre Monceau
- 1943 : Un Incompris d'Henry de Montherlant, mise en scène Pierre Dux, Théâtre Saint-Georges
- 1944 : Tout est parfait d'André Haguet, Apollo
- 1944 : La Navette d'Henry Becque, avec Jacques-Henri Duval, Théâtre Antoine
- 1945 : Le Misanthrope de Molière, Théâtre des Mathurins
- 1945 : Au petit bonheur de Marc-Gilbert Sauvajon, mise en scène Fred Pasquali, avec Jean Marchat, Odette Joyeux, Gérard Philipe, Théâtre Gramont
- 1945 : Le Soldat et la sorcière d'Armand Salacrou, mise en scène Charles Dullin, avec Pierre Renoir, Daniel Lecourtois, Théâtre Sarah-Bernhardt
- 1947 : Le Prince d'Aquitaine de Marcel Thiébaut, mise en scène Pierre Fresnay, avec Daniel Lecourtois, Théâtre de la Michodière
- 1949 : Une femme libre d'Armand Salacrou, mise en scène Jacques Dumesnil, Théâtre Saint-Georges
- 1950 : Une femme libre d'Armand Salacrou, mise en scène Jacques Dumesnil, Théâtre des Célestins, tournée
- 1950 : Ami-Ami de Pierre Barillet et Jean-Pierre Grédy, mise en scène Jean Wall, avec Odile Versois, Jacques Dacqmine, Théâtre Daunou. (Quelques jours, en remplacement de Maria Mauban)
- 1950 : Ninotchka de Melchior Lengyel, adaptation de Marc-Gilbert Sauvajon, Théâtre du Gymnase
- 1951 : Le Sabre de mon père de Roger Vitrac, mise en scène Pierre Dux, Théâtre de Paris
- 1952 : Hélène ou la Joie de vivre d'André Roussin et Madeleine Gray, d'après le roman de John Erskine, mise en scène Louis Ducreux, Théâtre de la Madeleine
- 1954 : Hélène ou la Joie de vivre d'André Roussin et Madeleine Gray, d'après le roman de John Erskine, mise en scène Louis Ducreux, Théâtre des Célestins
- 1957 : Une femme trop honnête d'Armand Salacrou, mise en scène Georges Vitaly, Théâtre Édouard VII
- 1958 : La Prétrentaine de Jacques Deval, mise en scène de l'auteur, Théâtre des Célestins, tournée
- 1959 : La Jument du roi de Jean Canolle, mise en scène Jacques Fabbri, Théâtre de Paris[5]
- 1961 : Adieu prudence de Leslie Stevens, adaptation Pierre Barillet et Jean-Pierre Grédy, mise en scène Jacques Mauclair, avec Jean Chevrier, Théâtre du Gymnase
- 1963 : Adieu prudence de Leslie Stevens, adaptation Pierre Barillet et Jean-Pierre Grédy, mise en scène Jacques Mauclair, Théâtre des Ambassadeurs
- 1964-1966: Fleur de cactus de Pierre Barillet et Jean-Pierre Grédy, mise en scène Jacques Charon, Théâtre des Bouffes-Parisiens
- 1968 : Fleur de cactus de Pierre Barillet et Jean-Pierre Grédy, mise en scène Jacques Charon, Théâtre des Célestins, tournée Herbert-Karsenty
- 1968 : Quatre pièces sur jardin de Pierre Barillet et Jean-Pierre Grédy, mise en scène Jacques Charon, Théâtre des Bouffes-Parisiens
- 1971 : La Main passe de Georges Feydeau, mise en scène Pierre Mondy, Théâtre Marigny
- 1971 : Fleur de cactus de Pierre Barillet et Jean-Pierre Grédy, mise en scène Jacques Charon, Théâtre des Célestins
- 1972 : Monsieur chasse ! de Georges Feydeau, mise en scène Jacques-Henri Duval, Théâtre des Célestins, tournée Herbert-Karsenty
- 1973 : L'Arc de triomphe de Marcel Mithois, mise en scène Jacques Charon, Théâtre Saint-Georges
- 1975 : Peau de vache de Pierre Barillet et Jean-Pierre Grédy, mise en scène Jacques Charon, Théâtre de la Madeleine
- 1978 : Peau de vache de Pierre Barillet et Jean-Pierre Grédy, mise en scène Jacques Charon, Théâtre des Célestins, tournée Herbert-Karsenty
- 1987 : Fleur de cactus de Pierre Barillet et Jean-Pierre Grédy, mise en scène Jacques Rosny, Comédie des Champs-Élysées

## Discographie
- 1956 : Boubouroche de Georges Courteline, avec Bernard Blier, Philips, (réédition EPM Littérature, 2007).
- 1962 : Le Bourgeois gentilhomme de Molière, avec Arletty, Jacques Fabbri, Librairie Hachette, (réédition Naïve, 2003).
- 1964 : Le Tartuffe de Molière, avec Fernand Ledoux, Michel Bouquet, Mary Marquet, Librairie Hachette, (réédition Naïve, 2004).

## Publication
- Sophie Desmarets, Les Mémoires de Sophie, Éditions de Fallois, 2002, (Le Livre de poche no 30076).

## Distinctions

### Décorations
- Commandeur de l'ordre des Arts et des Lettres (commandeur le 11 décembre 1997)[6].